# Panacanthus lacrimans
Panacanthus lacrimans är en insektsart som beskrevs av Montealegre-z. och G.K. Morris 2004. Panacanthus lacrimans ingår i släktet Panacanthus och familjen vårtbitare. Inga underarter finns listade i Catalogue of Life.